# Proteusz (mitologia)
Proteusz (także Proteus, gr. Πρωτεύς Prōteús, łac. Proteus) – w mitologii greckiej bóstwo morskie, syn boga Posejdona i Tetydy. Jego imię najprawdopodobniej znaczy tyle, co „urodzony jako pierwszy” i należy on wraz z Nereuszem i z Forkosem do tak zwanych „starców morskich”.
Według Homera, Proteusz zazwyczaj mieszka na wysepce Faros, nieopodal Egiptu. W Odysei Proteusz ma zwyczaj wynurzania się z morza w południe, aby odpocząć w cieniu skał, otoczony przez trzodę fok Posejdona, którymi się opiekował.
Mit opowiada, że gdy ktoś potrzebował od niego jakieś informacji czy proroctwa, to właśnie o tej porze, należało go złapać mocno i nie puszczać dopóki nie był skłonny do udzielenia odpowiedzi.
Proteusz miał dar przepowiadania przyszłości i zdolność zmieniania swej postaci, stąd wyrażenie „kształt proteuszowy”.
W Odysei Proteusz jest ojcem Idotei.